# Jan Węgrzyn
Jan Węgrzyn (ur. 8 lutego 1964) – polski urzędnik państwowy, w latach 1998–1999 podsekretarz stanu w Ministerstwie Spraw Wewnętrznych i Administracji.

## Życiorys
Syn Józefa, zamieszkał w Warszawie. Pracował jako dyrektor w Ministerstwie Spraw Wewnętrznych i Administracji. Od 5 listopada 1998 do 5 stycznia 1999 był podsekretarzem stanu w tym resorcie, odpowiedzialnym za reformę samorządową na terenie województwa kujawsko-pomorskiego. Później pracował jako dyrektor generalny Urzędu ds. Repatriacji i Cudzoziemców, a za rządów Grzegorza Schetyny sprawował funkcję dyrektora generalnego w MSWiA. Zasiadał w Radzie Działalności Pożytku Publicznego w kadencji 2006–2009 jako przedstawiciel administracji rządowej. W drugiej dekadzie XXI wieku rozpoczął pracę w Kancelarii Sejmu: od około 2010 do 2016 był jej wiceszefem, później został p.o. dyrektora biura interwencyjno-technicznego.